# Herpestes vitticollis
La mangosta de cuello listado o de nuca rayada (Herpestes vitticollis) es una especie de mamífero carnívoro de la familia Herpestidae. Se encuentra en el sudoeste de India y en Sri Lanka.

## Subespecies
Se reconocen las siguientes subespecies:
- Herpestes vitticollis vitticollis
- Herpestes vitticollis inornatus

## Enlaces
- Wikimedia Commons alberga una categoría multimedia sobre Herpestes vitticollis.
- Wikispecies tiene un artículo sobre Herpestes vitticollis.

- Datos: Q735968
- Multimedia: Herpestes vitticollis / Q735968
- Especies: Urva vitticollis